# Borussia Dortmund
Borussia Dortmund njemački je nogometni klub iz Dortmunda. Prvi je njemački nogometni klub koji je osvojio europski naslov: 1966. godine Kup pobjednika kupova te 1997. Ligu prvaka i Interkontinentalni kup. U domaćim natjecanjima osam puta su osvajali prvenstvo te pet puta kup.
Klub su osnovali 1909. godine sedamnaestorica nogometaša iz Dortmunda.
Od 1974. godine, Borussia igra svoje domaće utakmice na Signal Iduna Parku poznatijem kao Westfalenstadion jednom od najvećih u Njemačkoj. Po bojama na dresu klub je dobio nadimak Crno-žuti.
Ruhrski derbi naziv je za utakmice između Borussije i Schalke 04, vječitog lokalnog rivala. U Bundesligi najveći suparnik je Bayern München.
Drugi najveći sportski klub u Njemačkoj, a jedanaesti najveći nogometni klub na svijetu.
Moto kluba glasi "Echte Liebe" ("Prava ljubav").

## Poznati igrači
Njemačka
- Rudi Assauer
- Fredi Bobic
- Helmut Bracht
- Manni Burgsmüller
- Wilhelm Burgsmüller
- Norbert Dickel
- Steffen Freund
- Torsten Frings
- Lothar "Emma" Emmerich
- Siggi Held
- Thomas Häßler
- Thomas Helmer
- Jörg Heinrich
- Heiko Herrlich
- Eike Immel
- Alfred Kelbassa
- Stefan Klos
- Jürgen Kohler
- Hoppi Kurrat
- Günter Kutowski
- Heinrich Kwiatkowski
- Jens Lehmann
- August Lenz
- Reinhard Libuda
- Willi "Ente" Lippens
- Frank Mill
- Andreas Möller
- Alfred Niepieklo
- Adi Preißler
- Karlheinz Riedle
- Stefan Reuter
- Michael Rummenigge
- Matthias Sammer
- Aki Schmidt
- Hans Tilkowski
- Mirko Votava
- Jürgen "Cobra" Wegmann
- Michael "Susi" Zorc
- Christoph Metzelder

Australija
- Ned Zelic

Austrija
- Wolfgang Feiersinger

Armenija
- Henrih Mhitarjan

Bosna i Hercegovina
- Sergej Barbarez

Brazil
- Marcio Amoroso
- Júlio César
- Flávio Conceição
- Dedê
- Éwerthon

Češka
- Patrik Berger
- Jan Koller
- Tomáš Rosický

Danska
- Flemming Povlsen

Gabon
- Pierre-Emerick Aubameyang

Grčka
- Sokratis Papastathopoulos

Hrvatska
- Mladen Petrić
- Robert Kovač
- Ivan Perišić

JAR
- Steven Pienaar

Mađarska
- Zoltan Varga

Paragvaj
- Nelson Valdez

Portugal
- Paulo Sousa

Poljska
- Euzebiusz "Ebi" Smolarek
- Jakub Błaszczykowski
- Robert Lewandowski
- Łukasz Piszczek

Rumunjska
- Marcel Răducanu

Srbija
- Neven Subotić
- Miloš Jojić

Škotska
- Paul Lambert
- Murdo MacLeod

Švicarska
- Stéphane Chapuisat
- Philipp Degen
- Alexander Frei

Turska
- Nuri Şahin

## Klupski uspjesi

### Domaći uspjesi
Njemačka prvenstva
- Prvak
  - Zapadna Njemačka: 1956., 1957., 1963.
  - Bundesliga: 1995., 1996., 2002., 2011., 2012.
- doprvak
  - Zapadna Njemačka: 1949. 1961.
  - Bundesliga: 1966., 1992., 2013., 2014., 2016., 2019., 2021., 2022., 2023.
- trećeplasiran/polufinalist
  - Zapadna Njemačka: 1953.
  - Bundesliga: 1964., 1967., 1994., 1997., 2001., 2003., 2017., 2021.

Njemački kup
- Pobjednik kupa Zapadne Njemačke: 1965., 1989.
- Finalist kupa Zapadne Njemačke: 1963.

- Pobjednik njemačkog kupa: 2012., 2017., 2021.

Liga kup Njemačke
- Finalist: 2003., 2008.

Njemački Superkup
- Prvak (Zapadna Njemačka): 1989.
- Prvak (Njemačka): 1995., 1996., 2008., 2013., 2014.

Oberliga West
- Prvak: 1947., 1948., 1949., 1950., 1953., 1956., 1957.
- Doprvak: 1961., 1963.
- Trećeplasiran: 1946., 1951., 1960.

### Europski uspjesi
Liga prvaka
- Prvak (1): 1996./97.
- Finalist (2): 2012./13., 2023./24.

Kup pobjednika kupova
- Prvak: 1965./66.

Kup UEFA
- Finalist (2): 1992./93., 2001./02.

UEFA superkup
- Finalist (1): 1997.

Interkontinentalni kup
- Prvak: 1997.

## Vanjske poveznice
- Službene stranice Borussije Dortmunda na engleskom jeziku  Arhivirana inačica izvorne stranice od 28. rujna 2007. (Wayback Machine)